# Aqueduc de Balouvière

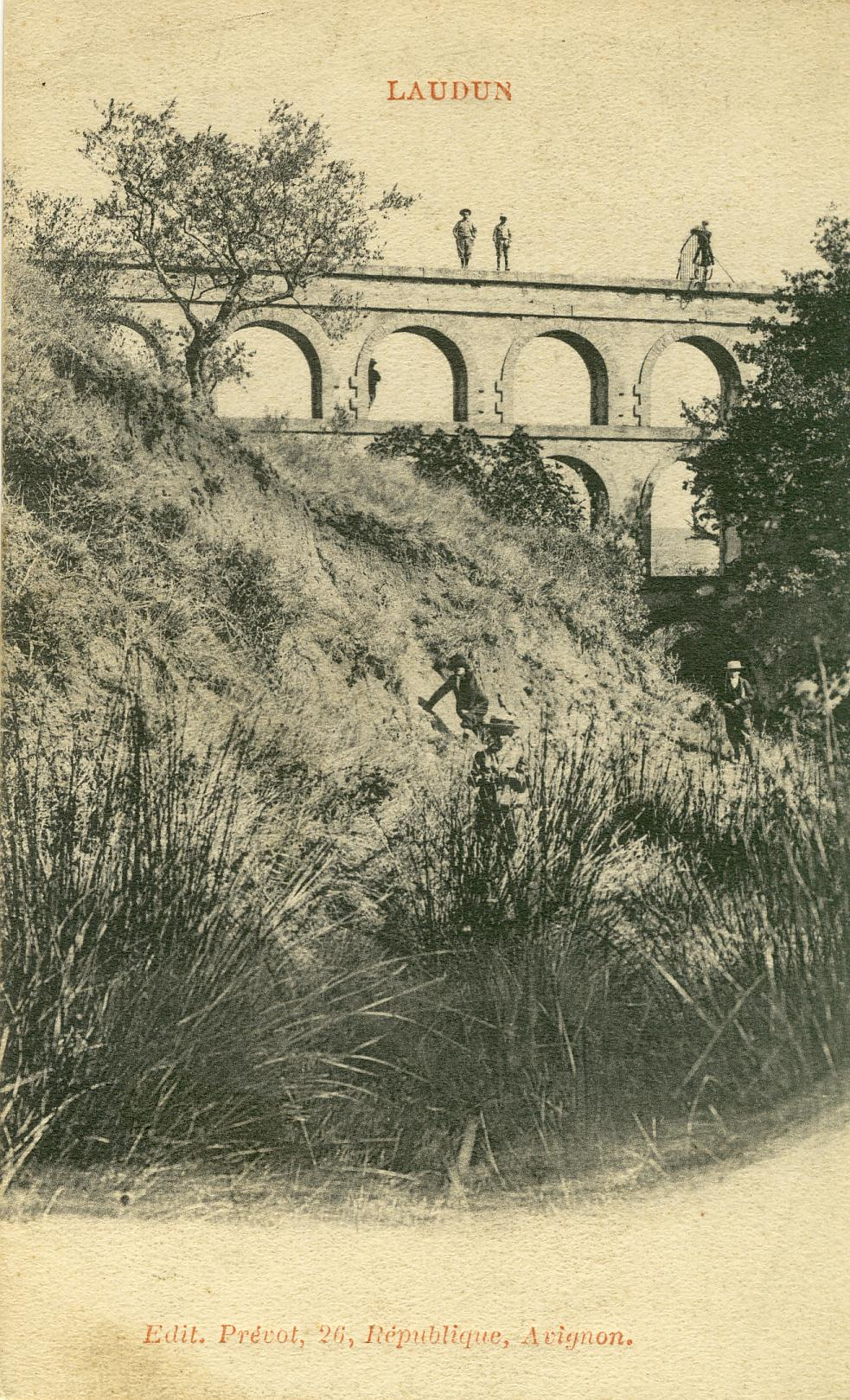
L'aqueduc de Balouvière à Laudun au début du XXe siècle.

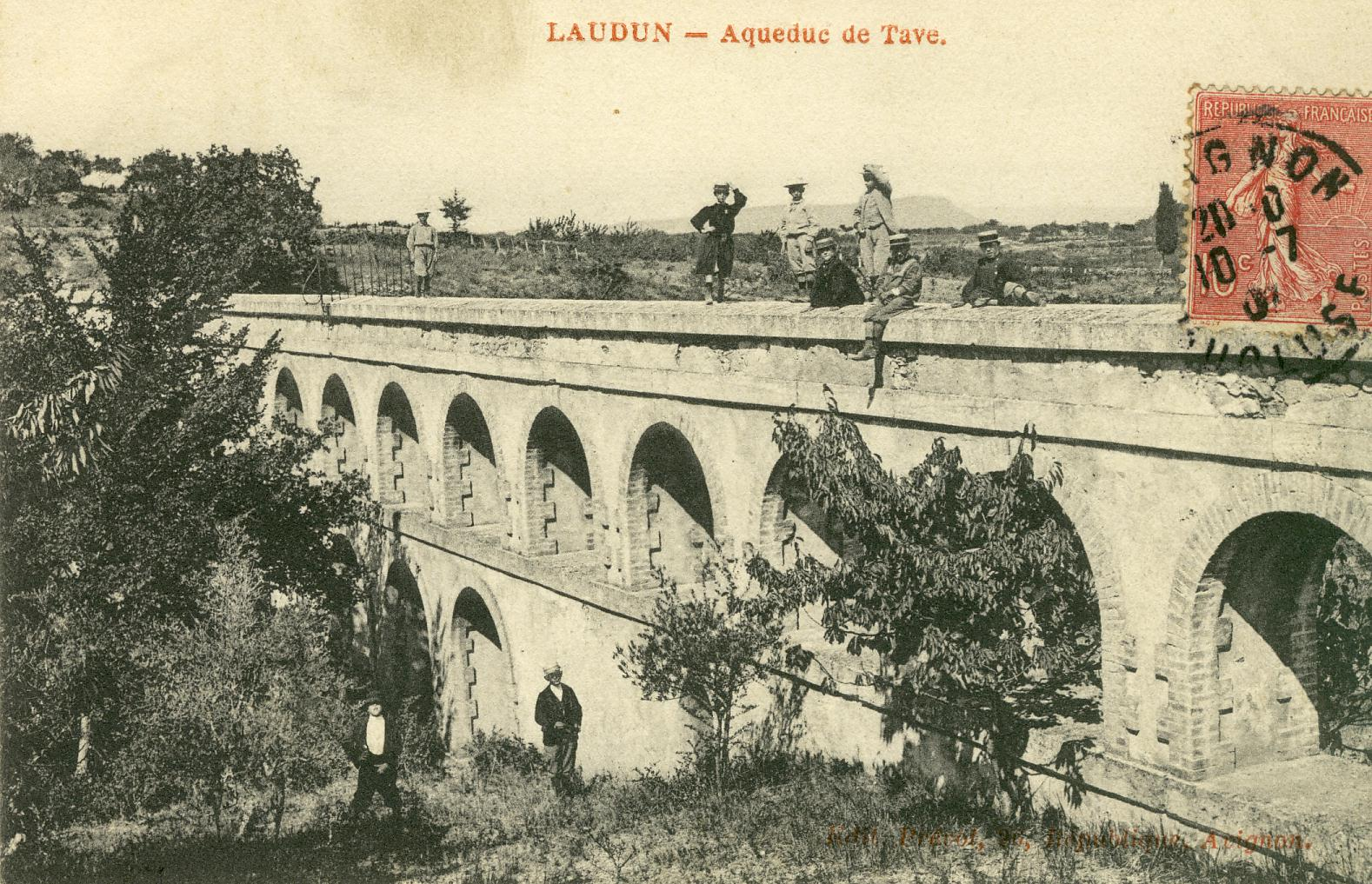
L'aqueduc de Balouvière à Laudun au début du XXe siècle.

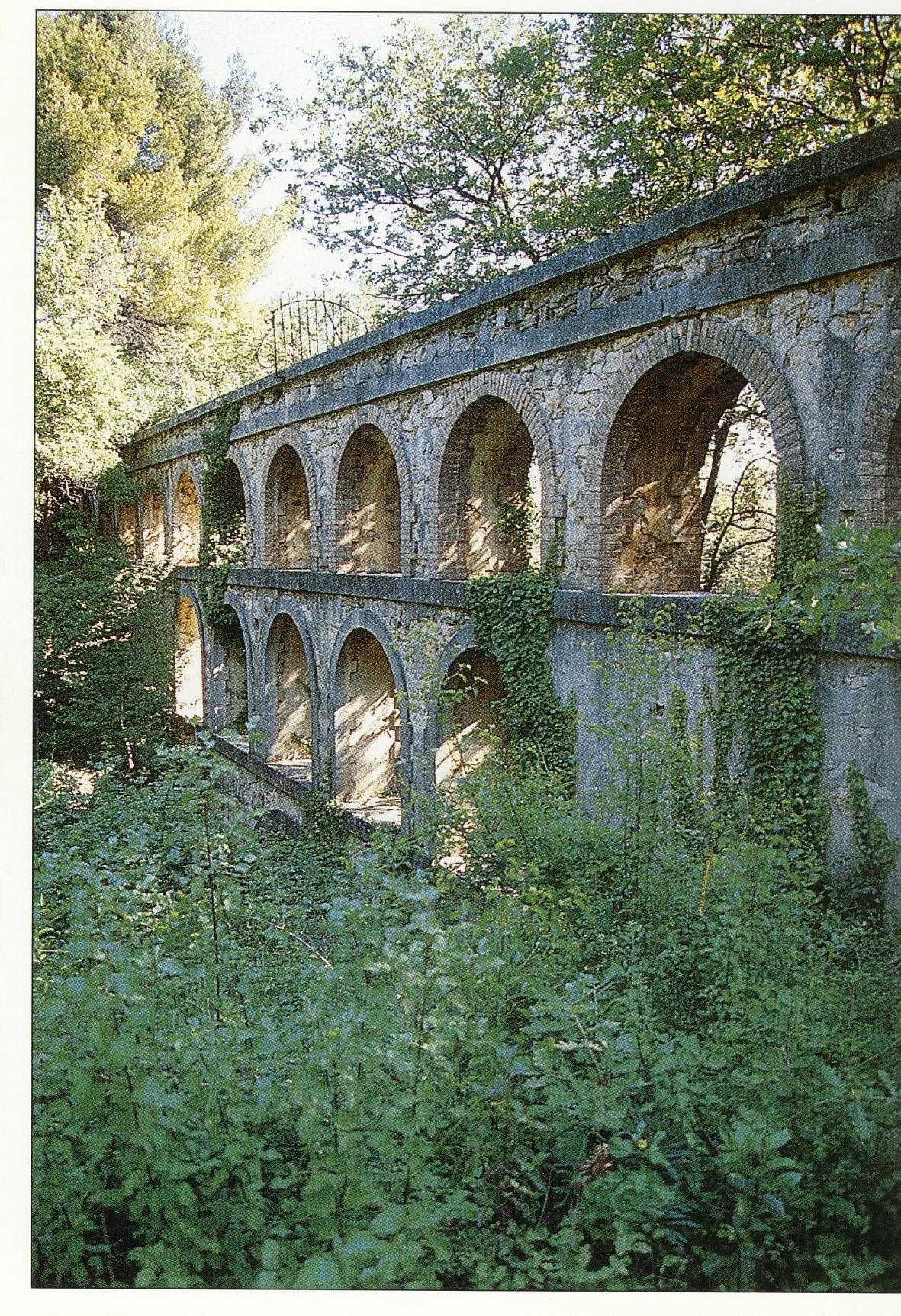
L'aqueduc de Balouvière à Laudun.

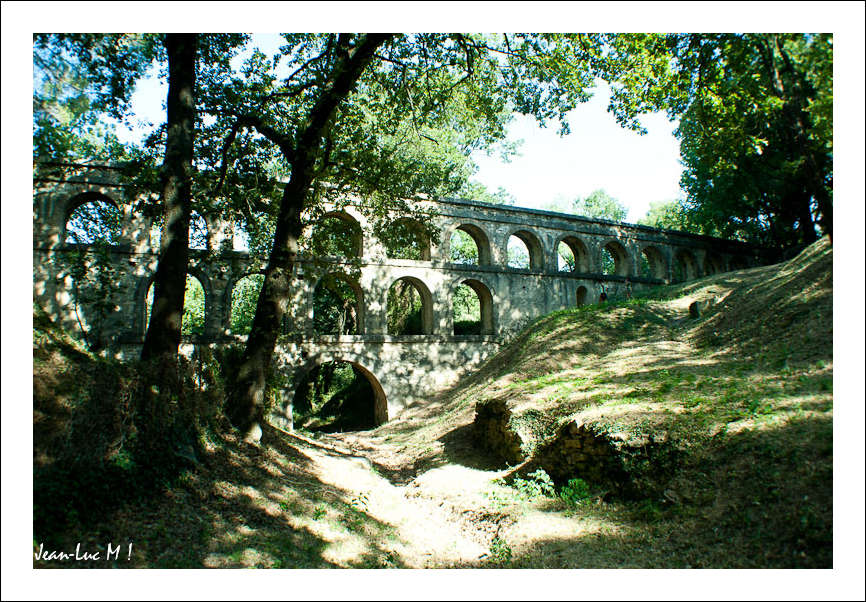
L'aqueduc de Balouvière à Laudun en 2012

L'Aqueduc de Balouvière est un ouvrage d'art en pierre et en brique d'une longueur de 62 mètres. Situé sur la commune de Laudun-l'Ardoise dans le Gard (44° 06′ 36″ N, 4° 39′ 27″ E), il servait à l'acheminement de l'eau de plusieurs sources pour alimenter le bourg de Laudun. Il franchit le ruisseau « Vallat de Balouvière », talweg le plus souvent à sec. 

## Histoire

### Projet
Le 15 janvier 1868 est officiellement présenté au conseil municipal de la commune de Laudun, un dossier complet contenant les plans et les devis de deux canalisations permettant de capter l'eau potable de plusieurs sources afin de les conduire vers Laudun. L'intention des autorités était pouvoir faire bénéficier l'ensemble de la population, 2 338 habitants, de conditions nouvelles d'alimentation en eau pour les besoins des ménages ainsi des animaux. Huit bornes-fontaines ainsi que deux abreuvoirs et un lavoir sont donc projetés. Trois sources sont proposées, celles du quartier de Gieu et celle du quartier du Puget. Chacune débite un volume d'eau suffisant en période de grande sécheresse, équivalent à 46 litres d'eau par minute. Une conduite en tuyau de type Chameroy est envisagée sur les deux tracés alors qu'un récipient maçonné est prévu près de chacune des trois sources. Un autre réservoir de distribution est lui projeté dans le village afin d'alimenter les différents points envisagés. 
Pour autant, malgré la solidité du projet, le 18 décembre 1868, l'agent-voyer du canton de Bagnols, M. Fabre, présente une nouvelle étude, modifiant grandement la première. Les deux sources du quartier de Gieu sont abandonnées et une nouvelle source est proposée, celle de la combe de Roubaud, située au nord du village, au pied du plateau du Camp de César. Et c'est depuis ce nouveau point d'eau qu'une nouvelle canalisation est projetée. Cette dernière rejoint la source du Puget et atteint quelques kilomètres plus loin le bourg de Laudun. Mais avant que les eaux conjuguées des deux sources n'arrivent jusqu'au bassin de distribution, la conduite doit franchir le petit vallon de Vallouière (aujourd'hui Balouvière). Si le premier projet prévoyait à cet endroit la mise en place d'un siphon renversé, la nouvelle étude envisage la construction d'un petit ouvrage d'art à deux niveaux. Une arche unique franchit le ruisseau tandis que cinq arches plus réduites marquent le deuxième niveau. La conduite située au sommet est recouverte de grandes dalles calcaires.

### Construction
L'adjudication des travaux réalisée le 11 août 1868 est passée au profit de Joseph Coste, entrepreneur à Laudun, chargé par conséquent de la réalisation complète des travaux ainsi que de la construction du petit aqueduc. Plusieurs années sont nécessaires pour établir la conduite, capter les sources, construire les différents réservoirs ainsi que l'aqueduc, mettre en place les bornes-fontaines dans le village. De plus, un litige opposant l'entrepreneur et la commune repousse un peu plus l'exécution des travaux. 
Un décompte général et définitif daté du 19 août 1872 fait état de la somme de 45 388 francs pour la totalité du projet mené à bien. Le nouvel aqueduc franchissant le ruisseau de Balouvière ne possède plus deux mais trois niveaux, augmenté en hauteur par la nécessité de respecter la pente et l'écoulement des eaux. Ce troisième niveau est l'objet d'une nouvelle construction d'une rangée de treize arches donnant à l'ouvrage une forte ressemblance avec le Pont-du-Gard, distant de 25 kilomètres de la commune.

### Mise en fonctionnement
La conduite d'eau d'une longueur de 2,855 kilomètres est alors mise en service, l'aqueduc de Balouvière devenant ainsi la seule partie aérienne de ce nouveau réseau et en quelque sorte également la signature architecturale de son maître d'œuvre. 

## Source
Archives municipales de Laudun-l'Ardoise (dossier projet de fontaines).